# Nowojorscy gliniarze
Nowojorscy gliniarze (ang. NYPD Blue) – amerykański kryminalny serial telewizyjny, wyświetlany w USA w latach 1993–2005.

## Krótki opis
Bohaterami serialu są detektywi jednego z komisariatów policji w Nowym Jorku. Główną rolę – doświadczonego przez życie detektywa Andy’ego Sipowicza – grał Dennis Franz.

## Obsada
Zestawienie obejmuje wszystkich aktorów, którzy wystąpili łącznie w co najmniej 15 odcinkach serialu:
- Dennis Franz jako detektyw Andy Sipowicz (wszystkie 261 odcinków)
- Gordon Clapp jako detektyw Greg Medavoy (256)
- James McDaniel jako por. Arthur Fancy (167)
- Bill Brochtrup jako John Irvin (156)
- Kim Delaney jako detektyw Kim Delaney (137)
- Jimmy Smits jako detektyw Bobby Simone (89)
- Nicholas Turturro jako detektyw James Martinez (138)
- Andrea Thompson jako detektyw Jill Kirkendall (77)
- Henry Simmons jako detektyw Baldwin Jones (123)
- David Caruso jako detektyw John Kelly (26)
- Sharon Lawrence jako zastępca prokuratora okręgowego Sylvia Costas (103)
- Mark-Paul Gosselaar jako detektyw John Clark Jr. (87)
- Garcelle Beauvais jako zastępca prokuratora okręgowego Valerie Heywood (84)
- Jacqueline Obradors jako detektyw Rita Ortiz (80)
- Charlotte Ross jako detektyw Connie McDowell (72)
- Esai Morales jako por. Tony Rodriguez (66)
- Ray LaTulipe jako Josh Astrachan (62)
- Ricky Schroder jako detektyw Danny Sorenson (59)
- Gail O’Grady jako Donna Abandando (57)
- Henry Murph jako detektyw „Hank” Harold (51)
- Austin Majors jako Theo Sipowicz (47)
- James Luca McBride jako oficer Mike Shannon (47)
- Billy Concha jako oficer Miller (39)
- Justine Miceli jako detektyw Adrienne Lesniak (35)
- Mike Sabatino jako oficer Martelli (33)
- Scott Allan Campbell jako sierż. Jerry Martens (31)
- Michael B. Silver jako zastępca prokuratora okręgowego (31)
- John F. O’Donohue jako detektyw Eddie Gibson (28)
- Vincent Guastaferro jako sierż. Vincent Agostini (27)
- Amy Brenneman jako oficer Janice Licalsi (24)
- James Eugene Davis jako oficer Hutchison (23)
- Sherry Stringfield jako Laura Michaels Kelly (22)
- Lourdes Benedicto jako Gina Colon (22)
- Lola Glaudini jako Dolores Mayo (22)
- Currie Graham jako por. Thomas Bale (21)
- Joe Sabatino jako oficer Mackey (21)
- Bonnie Somerville jako detektyw Laura Murphy (20)
- Michael Echols jako oficer Lowen (20)
- Debra Monk jako Katie Sipowicz (17)
- Anthony Mangano jako oficer Ed Laughlin (17)
- Joe Spano jako detektyw John Clark Sr. (16)
- David Harris jako oficer Donny Simmons (16)
- Carmine Caridi jako detektyw Vince Gotelli (15)
- Philip Angelotti jako oficer Johnson (15)

W epizodach wystąpili m.in.: David Schwimmer (4 odcinki), Joe Pantoliano (3), Kevin Dillon (3), Bill Smitrovich (2), Sasha Mitchell (1) i John Billingsley (3).

## Nagrody
Jest jednym z najczęściej nagradzanych seriali, zdobył 80 różnych nagród, a był nominowany 158 razy. W Polsce serial emitowany był przez TVP na przełomie XX i XXI wieku.

## Kontynuacja
W październiku 2018, stacja ABC ogłosiła, że pracuje nad sequelem serii, która pokazywać będzie pracę syna Andy’ego.